# Pomiędzy nami góry (film)
Pomiędzy nami góry (ang. The Mountain Between Us) – amerykański film dramatyczny z 2017 roku w reżyserii Hany Abu-Assada, powstały na podstawie powieści pod tym samym tytułem z 2011 roku autorstwa Charlesa Martina. Wyprodukowany przez wytwórnię 20th Century Fox. Główne role w filmie zagrali Idris Elba i Kate Winslet.
Premiera filmu odbyła się 9 września 2017 podczas 42. Międzynarodowego Festiwalu Filmowego w Toronto. Miesiąc później, 6 października, obraz trafił do kin na terenie Stanów Zjednoczonych. W Polsce premiera filmu odbyła się 20 października 2017.

## Fabuła
Akcja filmu rozgrywa się w niewielkim mieście na prowincji w Stanach Zjednoczonych. Fotoreporterka Alex Martin (Kate Winslet) i neurochirurg Ben Bass (Idris Elba) spotykają się przypadkowo na lotnisku, gdzie czekają na samolot do Nowego Jorku. Obojgu się spieszy: Alex ma stanąć następnego dnia na ślubnym kobiercu, natomiast Ben musi przeprowadzić nowatorską operację. Gdy z powodu śnieżycy ich lot zostaje odwołany, nowi znajomi decydują się wyczarterować awionetkę. Niedługo po starcie pilot ma wylew i umiera, a samolot rozbija się w odciętych od świata, skutych lodem górach. Alex i Ben orientują się, że nikt nie wie o ich wspólnej wyprawie, więc są zdani wyłącznie na siebie.

## Obsada
- Idris Elba jako doktor Ben Bass
- Kate Winslet jako Alex Martin
- Dermot Mulroney jako Mark, narzeczony Alex
- Beau Bridges jako Walter
- Linda Sorensen jako Pamela

## Produkcja
Zdjęcia do filmu kręcono w Vancouver (Kanada) i Londynie (Wielka Brytania), natomiast okres zdjęciowy trwał od 5 grudnia 2016 do 17 lutego 2017 oraz w lipcu 2017.

## Odbiór

### Box office
Z dniem 15 października 2017 roku film Pomiędzy nami góry zarobił łącznie $20.5 milionów dolarów w Stanach Zjednoczonych i Kanadzie, a $9.7 milionów w pozostałych państwach; łącznie $30.2 milionów, w stosunku do budżetu produkcyjnego $35 milionów.

### Krytyka w mediach
Film Pomiędzy nami góry spotkał się z mieszanymi recenzjami od krytyków. Agregujący recenzje filmowe serwis Rotten Tomatoes, w oparciu o sto dwadzieścia sześć omówień, okazał obrazowi 44-procentowe wsparcie (średnia ocena wyniosła 5,2 na 10). Na portalu Metacritic średnia ocen z 35 recenzji wyniosła 48 punktów na 100.